# Lashkar al-Zil
Lashkar al-Zil hoặc Đạo quân Bóng tối (còn gọi là Jaish al Usrah, hay Đội quân Lá chắn Bảo vệ) là một tổ chức bán quân sự có liên hệ với al-Qaeda và bắt nguồn từ Lữ đoàn 055.  Theo lời Syed Saleem Shahzad, đạo quân này "bao gồm nhóm Taliban người Pakistan, Lữ đoàn 313, nhóm Taliban người Afghan, nhóm Hezb-e-Islami Afghanistan và cựu thành viên Vệ binh Cộng hòa Iraq".  Lashkar al-Zil được cho là nằm dưới sự lãnh đạo của những tên thủ lĩnh như Khalid Habib al Shami (bị giết tháng 10 năm 2008), Abdullah Said al Libi (bị giết tháng 12 năm 2009) và Ilyas Kashmiri (bị giết ngày 3 tháng 6 năm 2011).
Lashkar al-Zil từng góp phần ra quân tiến đánh ở các tỉnh miền đông và miền nam của Afghanistan. Các bản tin thời sự đã liên kết tổ chức này với một số cuộc tấn công cụ thể, bao gồm cả vụ tấn công Trại Chapman (ngày 30 tháng 12 năm 2009) và vụ đánh bom liều chết ở Sudhnati (ngày 6 tháng 1 năm 2010).